# Harrachov

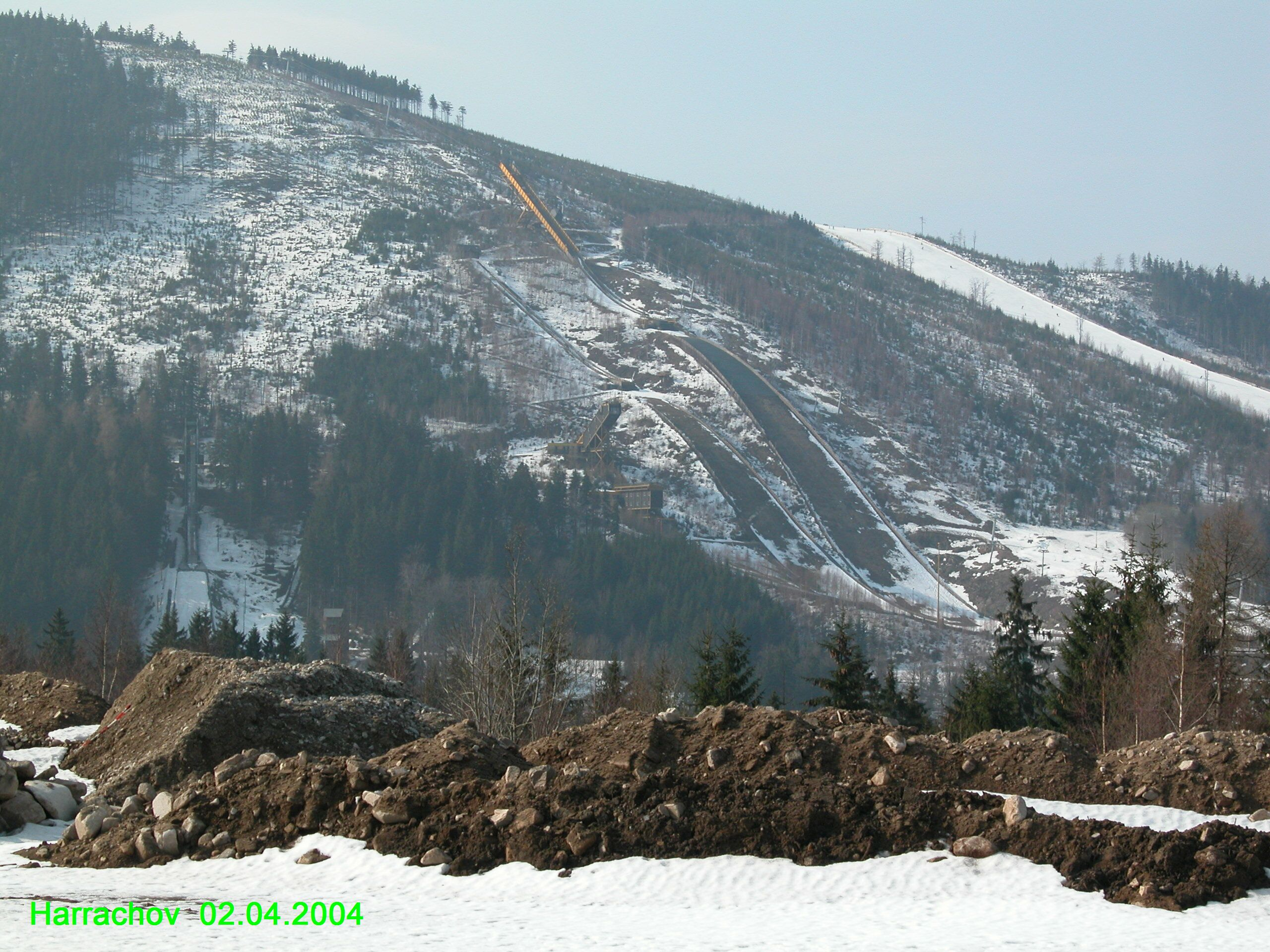
Skischans Čerťák

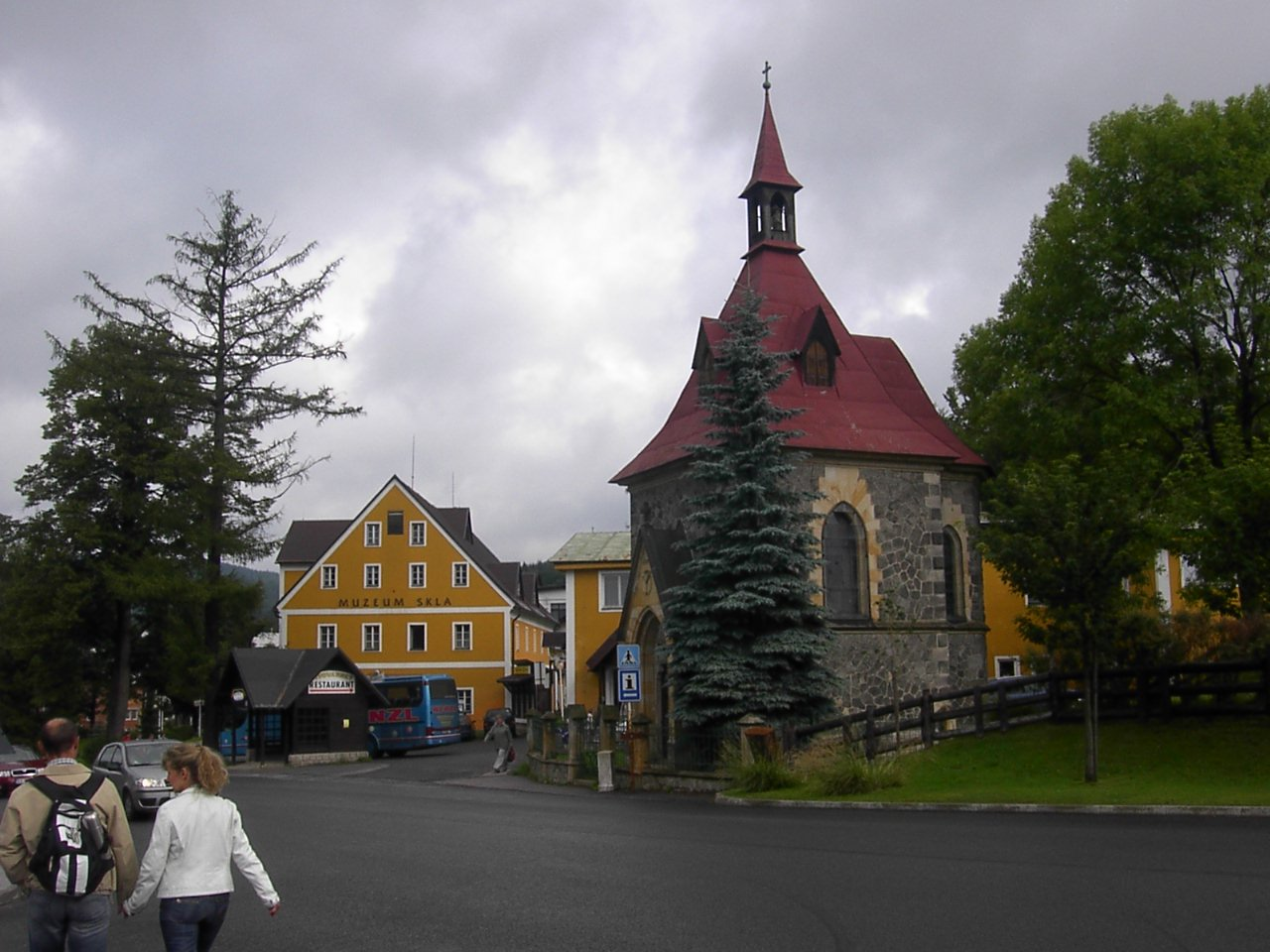
Glasmuseum en kapel

Harrachov (Duits: Harrachsdorf (Riesengebirge)) is een Tsjechische stad en skigebied in de regio Liberec, en maakt deel uit van het district Jablonec nad Nisou.
Harrachov telt 1406 inwoners (2023) en ligt aan de westkant van het Reuzengebergte, enige kilometers van de Poolse grens. Het ligt op ongeveer 700 m hoogte aan het riviertje de Mumlava.
Bereikbaar vanaf Liberec via de lokale weg R14. Dichtbij ligt Desná. Grotere plaatsen in de omgeving zijn Liberec en Trutnov.
Harrachov was tot 1945 een plaats met een overwegend Duitstalige bevolking. Na de Tweede Wereldoorlog werd de Duitstalige bevolking verdreven.
Tegenwoordig is Harrachov vooral 's winters in trek als wintersportplaats maar ook in de zomer kan men in de omgeving goed wandelen en van de natuur van het Reuzengebergte genieten. In Harrachov staan de skischansen "Čerťák".

## Geschiedenis
- 1992 – Een mijn waar zwaarspaat en fluoriet werden gedolven sloot de deuren maar kan nog worden bezichtigd.
- 2021 – Harrachov wordt bij een administratieve herindeling overgeheveld van het district Semily naar het district Jablonec nad Nisou.

## Bezienswaardigheden
Voorts is er een in 1772 opgerichte glasfabriek, waar nog het bekende Boheems kristal met de hand wordt gemaakt en kan worden bekeken in een glasmuseum. Glas uit de fabriek wordt ook ter plaatse verkocht. Er is ook een kleine, te bezichtigen bierbrouwerij.
Op 1,5 kilometer van de stad bevindt zich een waterval met de naam Mumlavský vodopád.
Albrechtice v Jizerských horách · Bedřichov · Dalešice · Desná · Držkov · Frýdštejn · Harrachov · 
Jablonec nad Nisou · Janov nad Nisou · Jenišovice · Jílové u Držkova · Jiřetín pod Bukovou · Josefův Důl · Koberovy · Kořenov · Líšný · Loužnice · Lučany nad Nisou · Malá Skála · Maršovice · Nová Ves nad Nisou · Pěnčín · Plavy · Pulečný · Radčice · Rádlo · Rychnov u Jablonce nad Nisou · Skuhrov · Smržovka · Tanvald · Velké Hamry · Vlastiboř · Zásada · Zlatá Olešnice · Železný Brod